# Sven Sterckx
Sven Sterckx (1970) was voorzitter van de Vlaamse Federatie van Beleggers. 

## Biografie
Sterckx studeerde tussen 1989 en 1994 toegepaste economische wetenschappen aan het Rijksuniversitair Centrum Antwerpen (RUCA) met als specialisatiejaar financiën. Na zijn studies was hij kortstondig werkzaam bij Atlas Copco. In 1996 ging hij werken bij de Antwerpse beursvennootschap Dierickx, Leys & Cie. Momenteel is hij bestuurder bij de bank Dierickx Leys Private Bank. 
Van 2015 tot 2019 was hij voorzitter van de Vlaamse Federatie van Beleggers.